# Eduardshof (Bad Freienwalde (Oder))
Der Eduardshof war ein Wohnplatz in Bad Freienwalde in Form eines Bauernhofs, welcher an der gleichnamigen Straße liegt. Um 1945 übernahm Max Erich Bosse (* 1898; † 1981), ein Heimatvertriebener aus Güstebiese (heute Gozdowice, Polen) den Hof. Zu DDR-Zeiten gehörte der Hof zur Landwirtschaftlichen Produktionsgenossenschaft (LPG). 1998 wurde von seinem Enkelsohn Dieter Bosse auf dem Gelände einer ehemaligen Scheune zuerst ein Café, dann ein Restaurant und anschließend das Vier-Sterne-Hotel Eduardshof erbaut. 2006 musste das Hotel Insolvenz anmelden und es wurde die Hotel Eduardshof Wohnungsverwaltungsgesellschaft Zur Sonne mbH & Co KG gegründet, welche 2020 ebenfalls insolvent ging. Die zum Hof gehörige Ackerfläche wird mittlerweile von zwei Discounter, einer Post-Filiale, einem Baumarkt, sowie einem Elektrofachmarkt benutzt.